# Врицко
Врицко (слч. Vrícko) насељено је мјесто са административним статусом сеоске општине (слч. obec) у округу Мартин, у Жилинском крају, Словачка Република.

## Становништво
| Година:    | 1994. | 2004.   | 2014.   | 2024.   |
| ---------- | ----- | ------- | ------- | ------- |
| Број људи: | 397   | 427     | 451     | 433     |
| Разлика:   |       | +7,55 % | +5,62 % | -3,99 % |

| Година:    | 2023. | 2024.   |
| ---------- | ----- | ------- |
| Број људи: | 438   | 433     |
| Разлика:   |       | -1,14 % |

Према подацима о броју становника из 2011. године насеље је имало 466 становника.